# Wolverine: Weapon X
Wolverine: Weapon X è una serie fumettistica, pubblicata dalla Marvel Comics a partire dall'aprile 2009, con protagonista Wolverine. Sceneggiata da Jason Aaron e disegnata da Ron Garney, la serie narra le avventure quasi sempre in solitaria del protagonista mettendo in luce i suoi lati più oscuri e tormentati. Benché sempre ancorata alla continuity storica di Wolverine, introduce nuove storie e nuovi nemici con i quali rapportarlo.

## Trame

### Gli uomini di Adamantio
Quando l'organizzazione privata Blackguard, braccio armato della Roxxon, acquisisce gli archivi informatici del progetto Arma X inerenti alla procedura d'infusione dell'adamantio, Wolverine viene invischiato in un intricato disegno spionistico per impedire che riescano a formare un esercito di uomini potenziati artificialmente con artigli laser e fattori rigeneranti artificiali, la Strikeforce X.

### Cervello fuso
Risvegliatosi all'interno del manicomio Dunwich, Logan sembra non ricordare nulla della sua vita. Vittima di incubi riguardanti efferati omicidi e nemici del passato, nonché di torture atte a riportare in superficie la "bestia" che è in lui, riesce a scoprire alcuni dei retroscena che avvengono dietro le putrescenti pareti dell'edificio diretto dal sadico dottor Rottwell prima di rinsavire grazie all'intervento di Nightcrawler, Psylocke e della sua nuova ragazza Melita Garner.

### Wolverine e l'amore
Ancora in fase di recupero dalle disavventure capitategli al manicomio Dunwich, Wolverine racconta a Melita delle sue passate relazioni tentando di scoraggiarla. Conversando con diverse amiche, fra cui Tempesta, Rogue, Jubilee e Vedova Nera giunge infine ad ammettere con se stesso e gli altri di avere una nuova ragazza e decide di portarla a trascorrere la notte su Utopia dove mentre lui dorme, lei ha uno strano incontro con Emma Frost. Tornata alla redazione del giornale, Melita si scontra con una vecchietta che allontanatasi riprende le sembianze di Mystica.

### Il domani muore oggi
Deciso a fare in modo che Steve Rogers si riconnetta con il mondo dopo il suo ritorno in vita, Wolverine gli propone di passare una notte in vari bar in giro per il mondo mentre all'insaputa di tutti un'armata di Deathlok uccide obiettivi cruciali per impedire l'assemblaggio di un gruppo di ribelli contrari alla supremazia della Roxxon in un possibile futuro. Grazie all'aiuto dei Nuovi Vendicatori e di Capitan America, Wolverine riesce a distruggere i Deathlok facendo in modo che uno di essi abbandoni la sua programmazione e si schieri dalla parte dell'umanità.

### La fine dell'inizio
Ancora triste per la morte di Nightcrawler avvenuta per mano di Bastion durante Secondo avvento, Wolverine accetta di portare a termine una delle sue ultime volontà consegnando un pianoforte alla chiesa della Santa Ascensione in cima ad una delle montagne del Venezuela. Durante il periglioso tragitto, rigorosamente a piedi, Wolverine ricorda momenti della sua vita in cui Kurt lo ha accolto senza giudicarlo, gli ha insegnato una particolare lezione o lo ha confortato dopo la perdita di un amico. Portata a termine l'impresa, Wolverine è pronto per andare avanti.